# Aranypálma
Az aranygyümölcspálma vagy aranypálma (Dypsis lutescens) a pálmafélék (Arecaceae) családjába tartozó növényfaj.